# Elisabeth Fraser
Elisabeth Fraser Jonker (* 8. Januar 1920 in Brooklyn, New York; † 5. Mai 2005 in Woodland Hills, Kalifornien) war eine US-amerikanische Schauspielerin.

## Leben und Karriere
Elisabeth Fraser, gebürtig aus Brooklyn kommend, wurde durch Zufall von Alfred Lunt und Robert E. Sherwood für das New Yorker Theater entdeckt. 1940 machte sie ihr Broadway-Debüt in Sherwoods Stück There Shall Be No Night, welches ihr sofort die Tür nach Hollywood öffnete. Hier drehte sie Anfang der 1940er Jahre bei Warner Brothers, unter anderem spielte sie in der Komödie Der Mann, der zum Essen kam eine junge Frau, die mit ihrem Verlobten davonrennt. Zwischen Dezember 1942 und Mai 1944 trat sie in drei Broadway-Stücken auf, darunter in Moss Harts Militärmusical Winged Victory.
Ab Ende der 1940er Jahre kam die blondhaarige Schauspielerin wieder zu Filmrollen, unter anderem in den Arthur-Miller-Verfilmungen Alle meine Söhne und Der Tod eines Handlungsreisenden Im Fernsehen erreichte sie in den 1950er Jahren durch ihre wiederkehrende Rolle als Sgt. Joan Hogan, die langleidende Freundin des Hauptdarstellers Phil Silvers, in der Phil Silvers Show. 1954 spielte sie die Schwester von Doris Day, mit der sie privat befreundet war, in Man soll nicht mit der Liebe spielen. Danach übernahm sie in drei weiteren Filmen von Doris Day Nebenrollen, darunter als ihre kinderreiche Nachbarin in Babys auf Bestellung. Diese Rolle hatte Fraser bereits ein Jahr zuvor am Broadway gespielt. Eine ihrer bekanntesten Filmrollen hatte Fraser 1965 als Prostituierte Sadie neben Sidney Poitier und Shelley Winters in dem Filmdrama Träumende Lippen, zur selben Zeit trat sie auch als Gastdarstellerin in Fernsehserien wie Auf der Flucht, Verliebt in eine Hexe und The Addams Family auf.
Nach 1970 stand sie nur noch selten vor der Kamera, zuletzt trat sie 1980 im starbesetzten Fernsehfilm Der Scarlett-O’Hara-Krieg auf. Elisabeth Fraser starb im Mai 2005 im Alter von 85 Jahren an Herzversagen. Von 1944 bis zur Scheidung 1952 war sie mit dem Schauspieler und Tänzer Ray McDonald (1920–1959) verheiratet, sie hatten drei Kinder. Auch eine zweite Ehe mit dem Drehbuchautor Charles K. Peck junior (1921–1996) zwischen 1952 und 1957 endete in Scheidung.

## Filmografie (Auswahl)
- 1941: Mit einem Fuß im Himmel (One Foot in Heaven)
- 1942: Der Mann, der zum Essen kam (The Man Who Came to Dinner)
- 1942: Commandos Strike at Dawn
- 1948: Alle meine Söhne (All My Sons)
- 1949: Dear Wife
- 1949: Entscheidung am Fluß (Roseanna McCoy)
- 1950: Hills of Oklahoma
- 1951: Der Tod eines Handlungsreisenden (Death of a Salesman)
- 1951: Der Cowboy, den es zweimal gab (Callaway Went Thataway)
- 1953: Ein Herz aus Gold (So Big)
- 1955: Man soll nicht mit der Liebe spielen (Young at Heart)
- 1955–1958: The Phil Silvers Show (Fernsehserie, 17 Folgen)
- 1958: Babys auf Bestellung (The Tunnel of Love)
- 1959: Alfred Hitchcock präsentiert (Alfred Hitchcock Presents; Fernsehserie, 1 Folge)
- 1959: Immer die verflixten Frauen (Ask Any Girl)
- 1960–1966: Perry Mason (Fernsehserie, 3 Folgen)
- 1961: One Happy Family (Fernsehserie, 12 Folgen)
- 1962: Spiel zu zweit (Two for the Seesaw)
- 1962: Preston & Preston (The Defenders, Fernsehserie; Folge 2x14)
- 1962–1963: McKeever & the Colonel (Fernsehserie, 7 Folgen)
- 1963: 77 Sunset Strip (Fernsehserie, 1 Folge)
- 1963: Wer hat in meinem Bett geschlafen? (Who’s Been Sleeping in My Bed?)
- 1965: Verliebt in eine Hexe (Bewitched; Fernsehserie, 1 Folge)
- 1965: The Addams Family (Fernsehserie, 1 Folge)
- 1965: Träumende Lippen (A Patch of Blue)
- 1966: Spion in Spitzenhöschen (The Glass Bottom Boat)
- 1966: Auf der Flucht (The Fugitive; Fernsehserie, 1 Folge)
- 1966: Rauchende Colts (Gunsmoke; Fernsehserie, 1 Folge)
- 1966: Der Mann, der zweimal lebte (Seconds)
- 1967: Der Weg nach Westen (The Way West)
- 1967: Das Teufelsweib von Texas (The Ballad of Josie)
- 1967: Die Reifeprüfung (The Graduate)
- 1967: Der Schnüffler (Tony Rome)
- 1967/1973: Mannix (Fernsehserie, 2 Folgen)
- 1972–1974: Maude (Fernsehserie, 4 Folgen)
- 1980: Der Scarlett-O’Hara-Krieg (The Scarlett O’Hara War) (Fernsehfilm)